# Lotus 72
Lotus 72 je Lotusov dirkalnik Formule 1, ki je bil v uporabi med sezonama 1970 in 1975. V tem času je osvojil tri konstruktorske naslove, dva dirkaška naslova, dvajset zmag, sedemnajst najboljših štartnih položajev in deset najhitrejših krogov na 75-ih dirkah. 
Lotus 72 je že v svoji prvi sezoni 1972 osvojil tako konstruktorski, kot tudi dirkaški naslov, ki ga je osvojil Jochen Rindt. Po slabši sezoni 1971 je v naslednji sezoni 1972 Lotus ponovno osvojil oba naslova, dirkaški prvak je tokrat postal Emerson Fittipaldi. V sezoni 1973 je Lotus 72 osvojil še svoj tretji in zadnji konstruktorski naslov, kajti v sezonah 1974 in 1975 je bil dirkalnik že nekoliko zastarel, zato je prvenstvu končal le na četrtem oziroma sedmem mestu.